# Psicología del acto
Psicología del acto es el nombre con el que se conoce a la corriente psicológica iniciada a finales del siglo XIX en Austria por Franz Brentano, y que originaría la escuela del mismo nombre. A ella pertenecen psicólogos como Alexius Meinong o Christian von Ehrenfels, este último precursor de las «formas» o «Gestalten» que serían posteriormente tematizadas por los psicólogos de la Gestalt.

## Tesis principal
Franz Brentano se propuso rescatar a la filosofía de la deriva a la que, según su juicio, la habían sometido Kant y el idealismo hegeliano, y pensó que el camino para darle carácter científico era fundamentarla e una psicología empírica, entendiendo como "empírica" el hecho de estar basada en la experiencia. Partiendo del «fenomenismo» –postura según la cual, la única realidad que puede ser conocida es el «fenómeno»–, eludía la problemática cuestión de la consideración del alma como sustancia, y caracterizó los fenómenos psicológicos como aquellos que, a diferencia de los físicos, son intencionales, es decir, contienen la referencia a un objeto (el término intencional aquí, por tanto, no se refiere a la finalidad o propósito de las acciones humanas concebido por la inteligencia y al que tiende la voluntad). "Todo fenómeno psíquico contiene en sí algo como su objeto, si bien no todos [los fenómenos lo contienen] del mismo modo".
De esta manera, Brentano distingue dentro del fenómeno psíquico dos aspectos inseparables pero a la vez irreductibles el uno al otro: el objeto (o contenido) y el acto subjetivo que consiste en la referencia a ese objeto. En su opinión, y a diferencia de lo defendido por Wundt (con quien coincidía en muchos otros aspectos), la psicología debía ocuparse de los actos, y no tanto de los contenidos. Dicho de otra manera, lo propiamente psicológico es el acto de «ver», no tanto el objeto visto; el acto de «pensar», no tanto el objeto pensado, y así sucesivamente.
Esta tesis da lugar a una escuela conocida como la «escuela austriaca de la psicología del acto», en la que podemos situar a Alexius Meinong (1853-1920), Christian von Ehrenfels (1859-1932) y Carl Stumpf (1848-1936), fundador y director del Instituto Psicológico de Berlín. 
Stumpf añadió a las tesis empiristas de su maestro Brentano la necesidad de la experimentación como método para validar científicamente los aportes de la psicología. Sus investigaciones sobre los fenómenos psicológicos mediante la variación controlada de estímulos se convirtieron en modelos de exploración sistemática y le situaron en un plano parejo al de Wundt.
Posteriormente, otros representantes de la psicología experimental pertenecientes a la escuela de Wurzburgo, como Karl Búhler, siguen profundizando y adoptan la perspectiva propia de la psicología del acto para formular los resultados de sus investigaciones sobre el pensamiento.
Así mismo, la génesis de la psicología de la Gestalt no podría ser entendida sin atender a los desarrollos que se originaron a partir de la psicología del acto.

## Psicología del acto y escuela de Brentano
En un sentido más laxo, se denomina «escuela de Brentano» al numeroso grupo de intelectuales que, de una u otra manera, recibieron el influjo de Franz Brentano, y que, sin dar necesariamente continuidad a sus tesis sobre la gnoseología y la psicología, originan nuevas orientaciones metodológicas, corrientes de pensamiento y/o escuelas. Entre ellos podemos encontrar a autores tan diversos como Edmund Husserl, Sigmund Freud o Rudolf Steiner.